# Kopie (Gemälde)

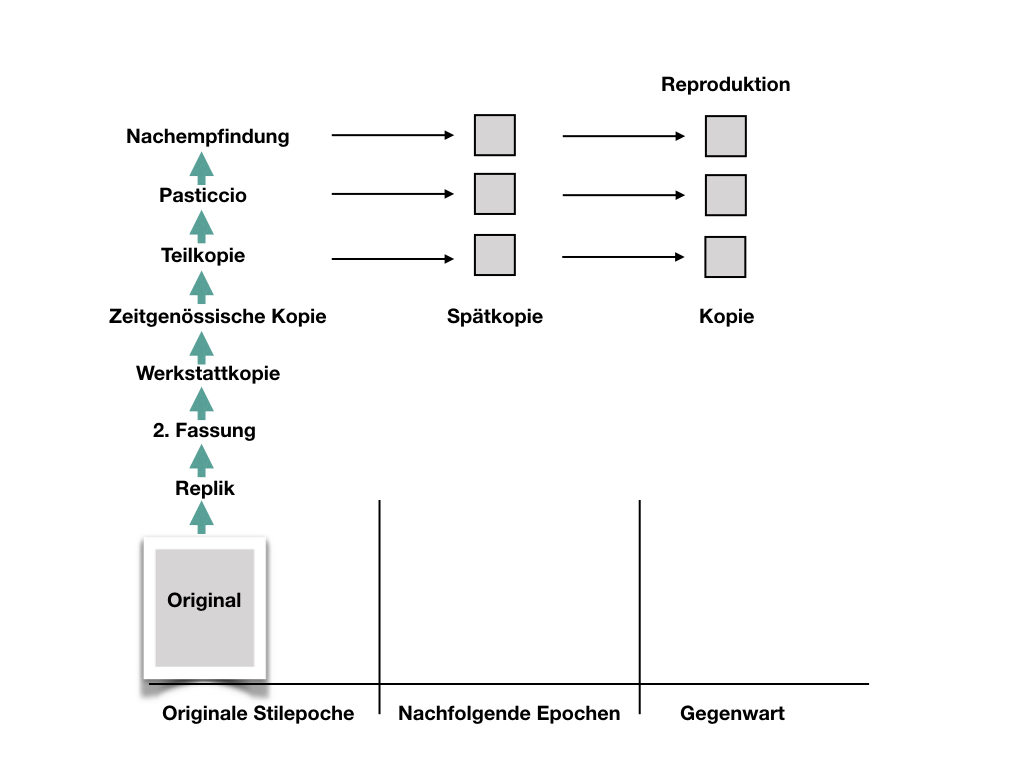
Die graphische Darstellung zeigt, vom Original ausgehend, die vielen möglichen Formen der Kopie von der Replik bis zur Reproduktion. Besonders die frühen Formen der Kopie wurden und werden von geschickten Fälschern häufig benutzt, um Fälschungen herzustellen. Diese sind, in der Regel, nicht mit naturwissenschaftlichen Methoden, sondern nur mit Hilfe der Stilkritik als solche nachzuweisen.

Die Kopie ist eine möglichst genaue handwerkliche Nachahmung eines Gemäldes durch einen Künstler oder Laien. Dabei wird meist davon ausgegangen, dass die Kopie in gleicher Technik erfolgt, d. h. dass ein Ölgemälde auch als solches in Öl kopiert wird. Es gibt allerdings auch Kopien in anderen Techniken, z. B. die Kopie eines Ölgemäldes als Aquarell. Wiedergaben eines Kunstwerkes als Druckgrafik oder in einem anderen technischen Verfahren werden dagegen als Reproduktion bezeichnet. 

## Gliederung
Die verschiedenen Formen der Kopie werden gegliedert in: Replik oder Wiederholung, Werkstattkopie, zeitgenössische Kopie, Spätkopie, moderner Kopie, Teilkopie, Pasticcio und Reproduktion.
- Als Replik oder Wiederholung bezeichnet man ein Gemälde, das vom Hersteller des Originals selbst kopiert wurde.
- Bei der Zweitfassung verändert der Hersteller des Originals, während des Kopierens, die Bildkomposition des Vorbildes, das heißt, er entwickelt sie weiter und/oder verbessert sie.
- Als Werkstattkopie oder Schulkopie bezeichnet man ein Gemälde, das von einem Werkstattmitarbeiter nach einem Werk des Meisters kopiert wurde.
- Eine zeitgenössische Kopie ist ein Gemälde, das in der originalen Stilepoche des kopierten Kunstwerkes von einem malenden Zeitgenossen angefertigt wurde.
- Als Spätkopie bezeichnet man eine Kopie die nicht von einem malenden Zeitgenossen oder in unserer Zeit, sondern von einem Mitglied der dazwischenliegenden Künstlergeneration angefertigt wurde.
- Eine moderne Kopie ist ein Gemälde, das in der Gegenwart nach einem Vorbild angefertigt wurde.
- Eine Reproduktion ist eine Gemäldekopie, die mit einem fototechnischen oder drucktechnischen Verfahren, meist in höherer Auflage, hergestellt wurde[1].

## Nachweis
Kopien sind in der Regel durch Vergleich mit dem Original oder originalen Gemälden des Künstlers (Stilkritik; Maltechnik) als solche zu erkennen. Die Verfahren der naturwissenschaftlichen Gemäldeuntersuchung können ausschlaggebend sein, um ein Gemälde als Spätkopie und moderne Kopie zu identifizieren. Repliken, Zweitfassungen, Werkstattkopien und zeitgenössische Kopien können in der Regel mit diesen Verfahren nicht als solche nachgewiesen werden, da den Kopisten die gleichen Materialien (Bildträger, Pigment, Bindemittel) zur Verfügung standen wie dem Künstler, zudem weisen sie auch die gleichen Alterungsspuren auf wie das Original. 
Ist das Original verschollen, verloren oder dem Käufer unbekannt, kann jede Kopie durch Kunstbetrug oder Verfälschung (falsche Signatur, falsche Expertise) zur Fälschung werden.
Vor der Entwicklung moderner Reproduktionsverfahren war die handwerkliche Kopie die einzige Möglichkeit ein bestimmtes Gemälde originalgetreu zu vervielfältigen. Dies konnte z. B. geschehen weil man ein bekanntes Kunstwerk in sein Wohnumfeld integrieren wollte oder aus ideellen Gründen, z. B. weil es sich um das Porträt einer bestimmten, geschätzten Person handelte. 